# بولدوگ (مجارستان)
بولدوگ (به مجاری:  Boldog) یک منطقهٔ مسکونی در مجارستان است که در ناحیه آسود واقع شده‌است. بولدوگ ۲۶٫۷۴ کیلومتر مربع مساحت و ۳٬۰۴۱ نفر جمعیت دارد.

## خواهرخوانده
شهر کوکولا خواهرخواندهٔ بولدوگ (مجارستان) هست.